# BMC Medicine
BMC Medicine es una revista médica electrónica revisada por pares publicada desde 2003 por BioMed Central, que forma parte de Springer Nature. Se describe como "la revista médica insignia de la serie BMC. Una revista médica general revisada por pares y de acceso abierto, BMC Medicine publica investigaciones sobresalientes e influyentes en todas las áreas de la práctica clínica, medicina traslacional, avances médicos y de salud, salud pública, salud global, políticas y temas generales de interés para las comunidades profesionales biomédicas y sociomédicas".
Al igual que las otras revistas de BMC, BMC Medicine es una revista de acceso abierto, financiada por las tarifas de procesamiento de artículos.
La revista está resumida e indexada en CAS, BIOSIS, Embase, MEDLINE, PubMed Central, Science Citation Index Expanded y Scopus. Según Journal Citation Reports, la revista tiene un factor de impacto de 8,775 en 2020 y está clasificada entre las 10 principales revistas médicas generales (10 de 155 revistas en la categoría Medicina, General e Interna). 